# اتحادیه مشاوران املاک تهران
اتحادیه مشاوران املاک تهران یکی از نهادهای صنفی در شهر تهران است که هدفش تنظیم فعالیت واحدهای مشاور املاک در این شهر و نظارت بر آنها است.
این نهاد، تنها اتحادیه در تهران است که ساختمانی هفت‌طبقه و بیش از چهل کارمند در اختیار دارد و از بزرگ‌ترین اتحادیه‌ها به‌شمار می‌رود.

## پیشینه
با گسترش ساخت‌وساز مسکن در تهران و توسعهٔ فرهنگ شهرنشینی، نیاز به ایجاد نهادی برای حفظ منافع مشاوران املاک و نیز نظارت بر تخلف‌ها احساس می‌شد.
تا پیش از سال ۱۳۴۲، کسانی که می‌خواستند در شغل مشاوره املاک (که آن زمان به «دلالان» معروف بودند) فعالیت کنند، باید از سازمان ثبت مجوز می‌گرفتند. در سال ۱۳۴۲ اولین اتحادیه صنفی در چهارراه امیراکرم تأسیس شد.
این اتحادیه بعد به خیابان ابوریحان انتقال پیدا کرد و سپس در مکان فعلی واقع در خیابان شریعتی، نرسیده به سه‌راه طالقانی مستقر شد.
ریاست اتحادیه را پیش از انقلاب محمدتقی شکوهیده بر عهده داشت.
تا سال ۱۳۷۸ محمدرضا شریفی رئیس اتحادیه بود.
از سال ۱۳۷۸ تا ۱۳۹۲ مصطفی‌قلی خسروی ریاست اتحادیه را بر عهده گرفت. سپس حسام عقبائی رئیس اتحادیه شد در آبان ۱۳۹۶، خسروی مجدداً به‌عنوان رئیس اتحادیه انتخاب شد تا اینکه در آذر ماه ۱۴۰۱، کیانوش گودرزی به عنوان رئیس اتحادیه انتخاب گردید.
اعضای هیئت مدیره که بر اساس قانون نظام صنفی هر چهار سال یک بار توسط اعضا انتخاب می‌شوند، هم‌اکنون شامل هفت نفر عضو اصلی و یک بازرس هستند.

## چالش‌ها
کنترل قیمت‌ها و حفظ آرامش بازار مسکن از مسائل اصلی اتحادیه املاک است. خسروی رئیس سابق اتحادیه، در اواخر سال ۱۳۹۹ اعلام کرد که باید سالانه یک میلیون واحد مسکونی احداث شود تا با تقاضای مطلق همخوانی پیدا کند. او همچنین در پیامی ویدئویی به اعضای صنف مسئول ابلاغ خارج از چهارچوب کاهش کمیسیون معاملات املاک را اسحاق جهانگیری معاون اول روحانی دانست و افزود: من همه جا گفتم که خدا ازش نمی گذرد.
او در مصاحبه دیگری اظهارنظر افراد غیرمسئول را از عوامل تلاطم بازار مسکن دانست و اظهار داشت که خرید و فروش ملک از سوی بانک‌ها را نیز در نوسانات این بازار مؤثر است.
عبدالله اوتادی، عضو هیئت مدیرهٔ اتحادیه، در تیرماه ۱۴۰۰ اعلام کرد که داده‌های اشتباه بانک مرکزی ایران راجع به افزایش قیمت مسکن که بالاتر از میزان واقعی است، باعث ارسال پیام‌های اشتباه به بازار می‌شود.
خسروی همچنین در دیدار با وزیر راه و شهرسازی وقت در سال ۱۳۹۹ خواستار تقویت کد رهگیری، تقویت قراردادهای دستی با استفاده از توان دولت و دستگاه قضائی، اصلاح قانون مالک و مستأجر، و ساماندهی سایت‌های اینترنتی خریدوفروش ملک شد.
تعیین میزان حق کمیسیون مشاوران املاک نیز از چالش‌های پیش روی این اتحادیه است. هم‌اکنون، معاملات ملکی تا ۵۰۰ میلیون تومان، مشمول نیم درصد حق کمیسیون مشاوران املاک است و به بالاتر از آن (۵۰۰ میلیون تومان) کمیسیون ۲۵صدم درصدی از رقم نهایی معامله ملکی تعلق می‌گیرد.

## مرکز علمی-کاربردی
از ابتدای دهه ۸۰ اتحادیه مشاوران املاک به دنبال آن بود تا حقوقدانان در واحدهای صنفی زیرمجموعه این اتحادیه مستقر شوند و حتی به کانون وکلا پیشنهاد شد هر ۱۰ واحد صنفی املاک با یک وکیل یا مشاور حقوقی مرتبط شود و آن وکیل ماهانه ۱۰ میلیون تومان حقوق دریافت کند اما وکلا این رقم را نپذیرفتند.
در سال ۱۳۹۰ این اتحادیه نسبت به تأسیس یک مرکز دانشگاهی زیر نظر دانشگاه علمی-کاربردی اقدام کرد و در حال حاضر این دانشگاه در رشته‌های حقوق ثبتی، مشاوره املاک و شورای حل اختلاف دانشجو می‌پذیرد. این اتحادیه برای متقاضیان پروانه کسب یک مجموعه آموزش‌ها ارائه می‌دهد.
در تهران ۱۲ هزار عضو صنفی و در سراسر ایران، ۱۴۰ هزار نفر در بخش مشاوران املاک فعالیت می‌کنند و تاکنون بیش از ۴۲۰۰ نفر توانسته‌اند در مرکز علمی کاربردی اتحادیه مشاوران املاک تحصیل کنند.
در حال حاضر، هر فرد با داشتن مدرک پایان راهنمایی یا سیکل می‌تواند پروانه مشاور املاک دریافت کند، اما هدف از تأسیس این مرکز آن است که صرفاً افراد حرفه‌ای یا دانش آموختگان حقوق وارد این صنف شوند.